# Heißer Tag
Heißer Tag oder Hitzetag, älter auch Tropentag,
ist die meteorologisch-klimatologische Bezeichnung für Tage, an denen die Tageshöchsttemperatur 30 °C erreicht oder übersteigt. Er wird zur genaueren Darstellung des Klimas eines Ortes und zur Beurteilung von Hitzewellen herangezogen. Gemessen wird in einer Standard-Wetterhütte in zwei Metern Höhe. Die Menge der heißen Tage ist eine Untermenge der Sommertage. Sinkt die Tagestiefsttemperatur nicht unter 20 °C, spricht man von Tropennacht.

## Zum Begriff
Heißer Tag wird heute in der Meteorologie in Deutschland und Österreich verwendet, in der Schweiz etwa ist Hitzetag verbreiteter, die ältere Bezeichnung Tropentag wird wegen ihrer Eindeutigkeit ebenfalls noch verwendet. Sie bezieht sich auf das Einströmen [sub-]tropischer Warmluft nach Mitteleuropa, was typischerweise zu abnorm heißen sommerlichen Tagen führt.
Andere Definitionen:
- Abweichend von dieser im deutschsprachigen Raum üblichen Definition für den heißen Tag finden sich für englisch (very) hot day in anderen Weltgegenden und Klimazonen auch Definitionen wie Tageshöchsttemperatur ≥ 33 °C.[7] für Ostasien, oder auch Tagesmitteltemperatur ≥ 30 °C.[8]
- In England mit seinem gemäßigteren Klima beispielsweise findet sich auch hot day als Tages-Mitteltemperatur ≥ 20 °C.[9]
- In den USA wurden wegen der Verwendung der Fahrenheit-Temperaturskala im Allgemeinen andere Temperaturschwellen zur Definition spezifischer Tage verwendet.[10]
- In Norwegen werden die Begriffe heißer Tag und Tropentag weiterhin mit separater Bedeutung geführt:
  - Tropedag[11] (norwegisch dag ist der lichte Tag): entspricht dem heißen Tag.
  - Tropedøgn[12] (døgn ist ein 24-Stunden-Tag): entspricht einer Kombination aus „unserem“ heißen Tag und der Tropennacht. Das bedeutet, dass innerhalb von 24 Stunden die Höchsttemperatur über 30 °C steigen muss und die Tagestiefsttemperatur nicht unter 20 °C sinken darf.

Da 30 °C für Mitteleuropa zwar heiß, aber keineswegs unüblich sind, finden sich für einen abnorm heißen Tag als wirkliche Ausnahmeerscheinung zunehmend Wüstentag und anderes als zusätzliche Bezeichnung.
In der Schweiz war der frühste Hitzetag an einem 8. April (Lugano im Jahre 2011, 30,8 °C), der späteste Hitzetag an einem 24. Oktober (Locarno-Monti im Jahre 2018, 30,5 °C). Während der Dürre und Hitze in Europa 2022 wurde in Stabio allein vom 5. Juli bis am 11. August tagtäglich eine Temperatur von über 30 Grad Celsius gemessen. Noch nie zuvor wurde in der Schweiz eine Hitzewelle mit 38 Hitzetagen in Folge registriert.
Deutschlandweit lässt sich die Zahl heißer Tage – gemittelt über die Fläche – seit Mitte des 20. Jh. verlässlich angeben. Mit der globalen Erwärmung nimmt die Zahl heißer Tage deutlich zu. Lag sie 1951–1960 im Mittel noch bei drei, waren es 2011–2020 um die elf. Die zehn Jahre mit der größten Anzahl heißer Tage im Gebietsmittel liegen alle nach 1994. Bis einschließlich 2024 gab es mehr als 18 heiße Tage in den Jahren 2003, 2015, 2018 und 2022; das Jahr 2018 wies mit mehr als 20 Tagen die größte Zahl heißer Tage auf.

## Liste von Messwerten: Heiße Tage pro Jahr im langjährigen Mittel
| Ort | Staat                  | Höhe ∗ | d/a   | Mittelungsperiode ∗∗ |
| --- | ---------------------- | ------ | ----- | -------------------- |
| London-Kew | Vereinigtes Königreich | 25     | 1,2   | 1881–1980            |
| De Bilt | Niederlande            | 4      | 3,0   | ?                    |
| Helgoland | Deutschland            | 8      | 0,0   | 1952–2012            |
| Norderney | Deutschland            | 5      | 0,6   | 1961–1990            |
| Brocken, Harz | Deutschland            | 1141   | 0,0   | 1901–1950            |
| München | Deutschland            | 518    | 5,8   | 1901–1950            |
| Nürnberg | Deutschland            | 309    | 7,2   | 1901–1950            |
| Zugspitze | Deutschland            | 2962   | 0,0   | 1901–1950            |
| Greifswald | Deutschland            | 5      | 1,7   | 1901–1950            |
| Frankfurt (Oder) | Deutschland            | 40     | 7,1   | 1901–1950            |
| Osnabrück | Deutschland            | 63     | 3,0   | 1961–1990            |
| Stuttgart | Deutschland            | 245    | 8,4   | 1961–1990            |
| Berlin-Dahlem | Deutschland            | 50     | 6,3   | 1909–1969            |
| Erfurt | Deutschland            | 195    | 5,6   | 1961–1990            |
| Dessau | Deutschland            | 59     | 6,8   | 1901–1950            |
| Bonn-Friesdorf | Deutschland            | 60     | 4,6   | 1951–1970            |
| Frankfurt am Main | Deutschland            | 112    | 9,0   | 1870–1956            |
| Obermünstertal | Deutschland            | 424    | 3,6   | 1958–1977            |
| Mainz-Marienborn | Deutschland            | 153    | 13,1  | 1991–2017            |
| Dreis-Brück | Deutschland            | 526    | 3,0   | 1994–2017            |
| Schifferstadt | Deutschland            | 110    | 17,5  | 1991–2017            |
| Bregenz | Österreich             | 400    | 3,2   | 1971–2000            |
| Neusiedl | Österreich             | 135    | 15,1  | 1971–2000            |
| Graz-Uni | Österreich             | 366    | 6,5   | 1971–2000            |
| Innsbruck-Uni | Österreich             | 578    | 10,5  | 1971–2000            |
| Klagenfurt am Wörthersee | Österreich             | 447    | 8,7   | 1971–2000            |
| Hörsching (Flughafen Linz) | Österreich             | 298    | 7,7   | 1971–2000            |
| St. Pölten | Österreich             | 272    | 11,6  | 1971–2000            |
| Salzburg-Flughafen | Österreich             | 430    | 8,0   | 1971–2000            |
| Sonnblick 2 | Österreich             | 3105   | 0,0   | 1971–2000            |
| Wien-Innere Stadt | Österreich             | 171    | 17,9  | 1971–2000            |
| Zwettl-Stift 1 | Österreich             | 505    | 3,3   | 1971–2000            |
| Basel/Binningen | Schweiz                | 316    | 14,3  | 1991–2020            |
| Bern/Zollikofen | Schweiz                | 522    | 9     | 1991–2020            |
| Davos | Schweiz                | 1594   | 0,0   | 1961–2009            |
| Genf (Genève-Cointrin) | Schweiz                | 420    | 17,6  | 1991–2020            |
| Jungfraujoch 2 | Schweiz                | 3580   | 0,0   | 1961–2009            |
| Lugano | Schweiz                | 273    | 2,2   | 1961–2009            |
| Magadino/Cadenazzo | Schweiz                | 203    | 3,6   | 1961–2009            |
| Samedan | Schweiz                | 1708   | 0,0   | 1961–2009            |
| St. Gallen | Schweiz                | 775    | 0,3   | 1961–2009            |
| Zürich/Fluntern | Schweiz                | 555    | 2,6   | 1961–2009            |
| Istanbul | Türkei                 | 40     | 22,6  | 1937–1970            |
| Trabzon | Türkei                 | 0      | 2,3   | 1929–1970            |
| Ankara | Türkei                 | 938    | 45,9  | 1926–1970            |
| Kars | Türkei                 | 1775   | 6,6   | 1929–1970            |
| Antalya | Türkei                 | 30     | 85,3  | 1930–1970            |
| Tunis | Tunesien               | 4      | 75,5  | ?                    |
| Kairouan | Tunesien               | 65     | 121,1 | ?                    |
| Kabul | Afghanistan            | 1791   | 82,2  | 1959–1970            |
| Kundus | Afghanistan            | 397    | 134,6 | 1959–1970            |
| |                        |        |       |                      |
| Anmerkungen: ∗ Höhe über dem Meeresspiegel ∗∗ Sortiert nach Intervallmitte 1 „Kältepol“ von Österreich 2 Permafrostzone, teils derzeit mit abnehmender Durchfrostung Quellen: - Klimadaten von Österreich 1971–2000 (ZAMG) - Normwert-Tabellen 1961–1990 (MeteoSchweiz) |                        |        |       |                      |